# Yayi Boni

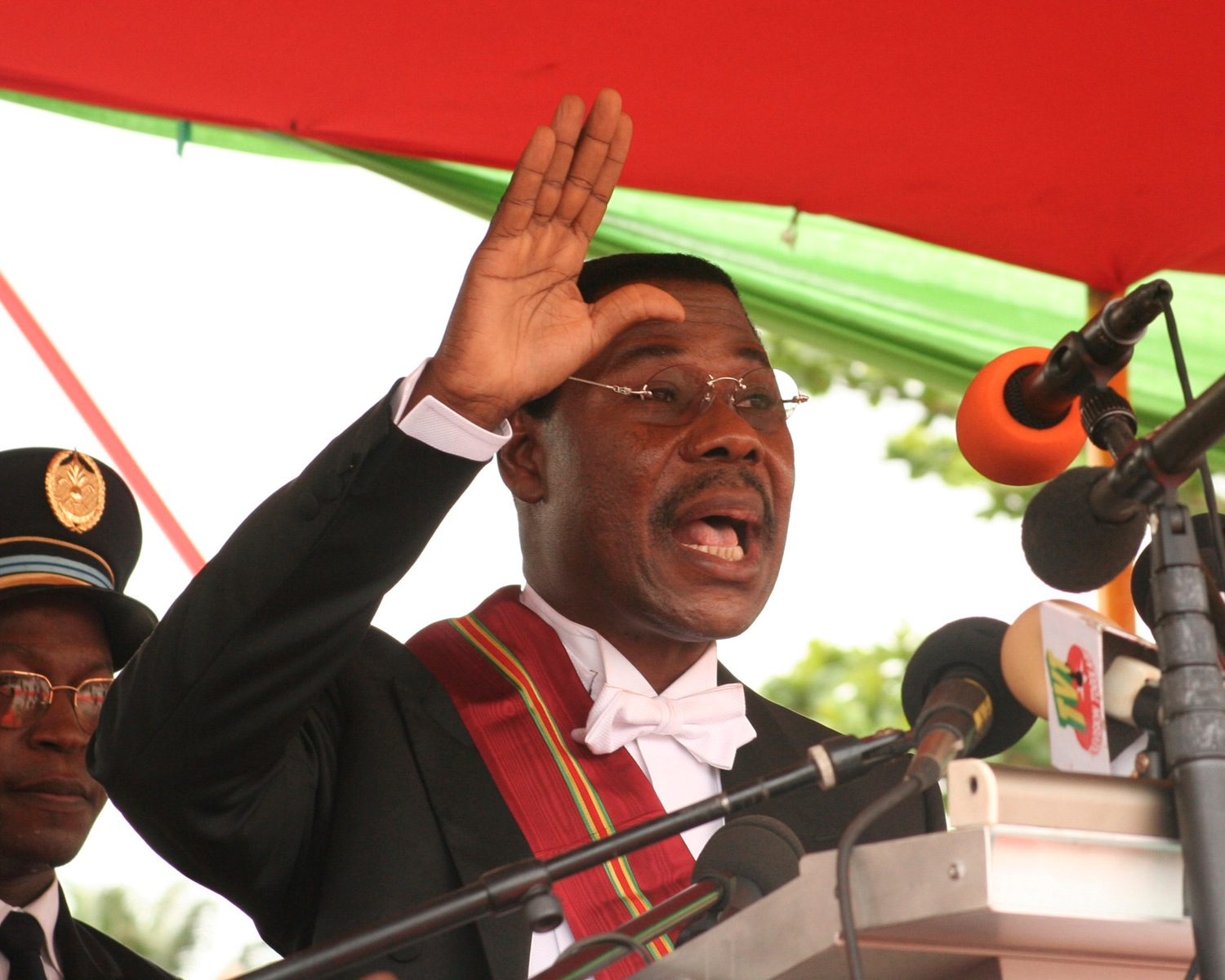
Yayi Boni svärs in som president i Benin i april 2006.

Yayi Boni, född 1952 i Tchaourou i Borgou, är en bankman och politiker från Benin. Mellan 6 april 2006 och 6 april 2016 var han president i Benin.
Boni är utbildad i Benin, Senegal och Frankrike. Från 1980 arbetade han på den Västafrikanska centralbanken (BCEAO), där han var vice bankchef mellan 1980 och 1988. Från 1994 till 2006 var han chef för Västafrikanska utvecklingsbanken (BOAD). Han ställde som oberoende kandidat upp i presidentvalet i Benin 2006, och vann valet. Efter tio år som landets president efterträddes han på posten 2016 av Patrice Talon. 2012 tog Boni över den ettåriga posten som Afrikanska unionens ordförande.